# 海德格尔的思想
德國哲學家马丁·海德格尔毕生致力于对西方哲学史的批判，试图发展出一种对于人和世界的新的理解。1927年他的第一本主要著作《存在与时间》出版，这本著作奠定了“基础存在论”哲学路向的基础。
二十世纪三十年代中期起海德格尔开始了对西方哲学史的系统性的阐释。他从现象学的、解释学的、存在论的角度研究了一些重要哲学家的著作，并且试图将这些著作未被思考过的前提和偏见展示出来。根据海德格尔的说法所有至今的哲学蓝图都是对世界的单向度的理解，这种单向度他认为是所有形而上学的标志。按照海德格尔的观点，这种形而上学的对世界的理解在现代“技术”中达到了顶峰。就如海德格尔的通常做法一样，“技术”这个概念他不仅理解成一种中性的用来达到目的的手段，而且他试图去展示：通过技术我们对世界的理解也发生了变化。根据他的观点，由于技术我们从实用的角度去看待地球。由于技术的全球性传播和毫无节制的对自然资源的利用，海德格尔在技术中看到了一种不可抗拒的危险。
他把艺术看成是技术的对立面，并且从三十年代末开始，他根据荷尔德林的诗领会到了对于单纯的技术性的世界关联方式的替代方式。在1950年后的后期文章中他更强烈地关注语言问题。语言从历史中生长出的丰富的关联可以避免形而上学的单向度。海德格尔试图不把人思考成世界的中心，而是认为人处于世界的整体联系中，他把这种整体联系称为“四维体”。人应该在世界中作为将死的过客居住并且珍惜它，而不是操控地球。
由于他的理论及学说得到很广泛的接受，海德格尔成为了二十世纪最有影响力的哲学家之一，虽然同时他的著作的内容被广泛争论着。特别是他对纳粹的参与直到今天还是敌对的争论的话题。

## 早期现象学：实事性的解释学（Hermeneutik der Faktizität）
在写完很传统的博士论文和教授资格论文之后，海德格尔对当时学院哲学的信任由于齐克果，尼采，威廉·狄尔泰之类的思想家被动摇了。这些思想家把充满偶然的、道德价值变动着的历史和关联系统（Bezugssysteme），放到了形而上学和其对超越时间的真理的追求的对立面。海德格尔戳了纯粹理论性的哲学概念的背脊骨。令他越来越感兴趣的是生动的生活如何被现象学描述，而不是生活在历史中被塑造成如此面貌，而且不一定是非得如此的。海德格尔用他的方法，即实事性的现象学的解释学，试图把生活的种种联系和各种经验呈现出来，而不是去解释。这种现象学径路的目标是：不把自己的生活当成对象并当做一种“事物”去理解，而是达至对生活的领会（Lebensvollzug）。作为一个例子海德格尔1920/21在他的讲课“宗教现象学导论”中用门徒保罗的话解释了这个目标：“主的白日将来到，犹如小偷在黑夜到来”。对于海德格尔来说，在门徒的原初基督教的生活经验中一种生活感受被表达出来，这种感受并不试图将尚未拥有的未来通过规定和计算去支配。这种感受是一种随时随地的对于突然会闯入（生活）的事件开放性，海德格尔将这种直接性的生活放到了对于生活的理论性观察的对立面。
第一次世界大战以后，作为胡塞尔的助手，海德格尔很努力地从事于现象学的方法。胡塞尔让他看其还未公开的稿件并且希望海德格尔成为他的好学生。但海德格尔却追随了自己的兴趣，胡塞尔也注意到如下事实，即海德格尔“已经在使用自己的方式，当他研究我的稿件的时候”。
特别是狄尔泰的关于历史既成性(die historische Gewordenheit)，世界关系和自我关系的偶然性（Kontingenz）的理论，导致海德格尔拒绝了胡塞尔的“意识的绝对有效的本质性”（absolut gültige Wesenheiten des Bewusstseins）概念：“生活是历史性的，不能被分解为各种本质的元素，生活是联系”。而从“生活是领会”的观点出发，海德格尔也拒绝了胡塞尔对超验自我（ein transzendentales Ich）的现象学还原，超验自我只是统觉性（apperzeptiv）的作为世界的对立面。这些早期的思考与受到齐克果生存哲学的启发在海德格尔第一本主要著作《存在与时间》中汇成了一个整体。

## 《存在与时间》
《存在与时间》主要讲述他的基础存在论。存在主义的话题，例如向死而存在（das Sein zum Tode），个体性（Individualität）的可能性（本真性与非本真性）(Eigentlichkeit/Uneigentlichkeit)，良心（Gewissen），罪责（Schuld）和历史性（Geschichtlichkeit）。

### 存在问题
1927年出版的该本著作的主题是“存在的意义问题（die Frage nach dem Sinn von Sein）”。这个问题柏拉图已经讨论过了，海德格尔在书的开头引用他的话：“因为当你们使用‘存在着（seiend）’这个表述的时候，你们究竟是什么意思，长久以来你们都很清楚。我们曾经相信已经理解这一点了，但现在我们却陷入了困惑”。根据海德格尔，两千年以后这个问题依旧未被解答：“我们用‘存在着’这个词究竟表达什么意思，我们今天有一个答案么？根本没有。所以如下的做法是有必要的，即重新提出‘存在的意义问题’”。
海德格尔追问存在。当他追问存在的意义时，他预设了这一点，即世界并不是一团浆糊，而是在其中有各种有意义的关联（sinnhafte Bezüge）。存在是有结构的，在它的多样性（Mannigfaltigkeit）中依旧有一种统一性（Einheitlichkeit）。例如在锤子和钉子之间就有一种有意义的关联——但这种关联该如何去理解呢？“我们从哪方面，即从哪个被给定的视域（Horizont），去理解诸如存在之类的事呢？”海德格尔的回答是：“时间就是这种视域，从它我们可以理解诸如存在之类的事。”根据海德格尔，时间对于存在的重要性在所有至今的哲学中都未被注意。

#### 对于传统的存在学说的批判
海德格尔声称，“存在”这个词该如何去理解，西方哲学的存在学说在它的传统中给出了形形色色的答案。“存在问题”（die Seinsfrage）却从来未被这样提出，以使得去追问存在的意义，即去研究属于存在的种种关系。海德格尔批评了至今的对于存在的理解，即把存在当成各种存在者，这种存在者在“现在”的时态中（即现在时）能被刻画为“现有者”（das Vorhandene）。当在场者被看成是只是“现在（存在）的”（gegenwärtig）在场者时，它就失去了和世界的种种时间性的、有意义的关联：从“某些东西存在（etwas ist）”这个论断出发“某些东西是什么（was etwas ist）”却不能被理解。
在把存在当成例如是“实体”或“物质”的这样的规定中，存在只是在与“现在”的关联中被思考：现有者是现在（存在）的，即使他没有与过去和未来的关联。海德格尔试图在研究的过程中指出：对于存在的理解来说，时间是本质性的条件，因为（简单地说）它构成了一个理解的视域（Verständnishorizont），在这个框架下世界中的事物才可以相互之间形成有意义的关联。因此例如锤子的作用就是把钉子敲进木板中，为了（um...zu）建造一栋房子，在将来临的暴风雨面前提供保护。锤子除了是现有的木料和铁块以外还是什么，这只有在与时间有关联的世界的整体联系中才能够被理解。
“某些东西是什么（was etwas ist）”如何被确定，哲学传统选择的解决问题的径路是存在论的还原主义（der ontologische Reduktionismus），在海德格尔看来是有缺陷的，当这种理论试图把所有的存在还原到一个最初的原理（ein Urprinzip）或者是一个存在者。这种被海德格尔批判的做法使得存在论神学（Onto-Theologie）得以可能，即在一个线性的存在秩序中设定一个最高的存在者并把它等同为上帝。

#### 存在论差异（Ontologische Differenz）
至今为止哲学思想的错误，即没有把时间对于存在的理解的重要性纳入视野，应该由基础存在论研究来纠正。海德格尔想在《存在与时间》中为存在论奠定一个新的基础。他对存在论的传统立场的批评的起点，即是他称之为存在和存在者的存在论差异。 
笼统地说，用“存在”这个词海德格尔在《存在与时间》中描述的是理解的视域（Verständnishorizont），在此基础上世界内的存在者（innerweltlich Seiendes）才被遇见。对于世界内存在者的无论哪一种理解关系,都必须在这样一个情境化的（kontextuell）视域中游移，在这个视域中存在者才得以敞开（offenbar wird）。当某些事物与我们照面，我们只有在一个“世界”中并且通过这些事物的意谓才能理解它，意谓这个关联构成了它的存在。因此每个单独的存在者总是被超验的(wird transzendiert)，也就是说被超越（über-stiegen），并且作为单独的存在者与整体相关联，从与整体的关联中它才获得它的“意谓性”（Bedeutsamkeit）。一个存在者的存在因此就是在被超越中的被给予者：“存在就是超验者。——存在的每个揭示（Erschließung）作为超验者的揭示就是超验的认知（transzendentale Erkenntnis）”。
从存在论差异出发，每个单独的存在者也就不能再仅仅被认为是现在（存在）的现有者。它将被超越而与整体发生关联：在对未来的展望中，在来自过去的来源中，它的存在被本质性地、时间性地规定。

#### 语言上的困难
存在作为这样的一种时间性的理解的视域因此是始终未被话题化的前提（die unthematische Voraussetzung），以使单独的存在者被遇见。所以就如同在“被给予者”中是不包含“给予”和“给予者”，它们是未被话题化的，存在本身也不能被展开描述。
然而存在始终是存在者的存在，因此虽然在存在与存在者之间存在差异，两者是不能够分开出现的。存在呈现自身（zeigt sich）为切近者（das Nächste），因为在与世界的交往（Umgehen）中它始终是先行的和同行的。作为理解的视域的存在，事实上一定是不能被话题化的，因为视域是不能够被够到的。尽管这样，存在还是在语言中被当成一个话题（Thema），由此它也就被谬误化了。因为日常语言的和哲学的大多数的概念都指向世界内的事物，所以海德格尔在《存在与时间》中看到自己站在了语言的藩篱之前。这点体现在存在的名词化上，存在被思考成世界内的存在者。为了不与纠缠不清的形而上学概念捆绑在一起，海德格尔在《存在与时间》中发明了很多新的词藻。

### 解释学的现象学
海德格尔从如下这点出发，即存在既不能被确定为现有的事物，也不能被确定为毫无结构、毫无联系的一团浆糊。我们生活的世界是由有意义的关联构成的一张关系网。海德格尔因此不能在研究中使用一个范式（Paradigma），假如这个研究真的是现象学的话，因为现象学试图去呈现事态本身（Sachverhalte），而不是还原性的去解释它。因为人始终生活在世界之中，所以不能退回到被给定的理解的视域后面去，而只能够去理解这个视域并把它的各种元素呈现出来。因此海德格尔采取了解释学的径路。

#### 解释学循环
为了能够理解世界中的各种有意义的关联，海德格尔认为必须通过一个解释学的循环，这个循环要求在每个环节都更好的被理解。这个循环的运动是这样的：个别的事物在与整体的关联中才被理解，而整体只有在个别的事物中才得以展现。理解的进程只有通过这个循环才得以可能，然而值得追问的是，这个循环应该在哪里被应用呢？海德格尔对此的回答是：应用点就是人本身，这对于提出存在的意义问题的提问者来说是显而易见的。
人的存在海德格尔称为此在（Dasein），对于此在的研究就是“基础存在论”。存在的意义问题只有此在能够回答，因为只有他才拥有一种事先的理解（Vorverständnis），而这对于解释学研究来说是必要的前提。对于存在的这种事先的理解海德格尔称为“对于存在的理解”(Seinsverständnis）。这种理解附着于所有人，当他们理解了事物的各种不同的存在方式（die Seinsart）的时候：例如我们不会试图与山川去说话，我们对待动物的方式与对待无生命的自然的方式是不同的，我们不会试图去抓住太阳，等等。所有这些不费解的行事方式（diese selbstverständlichen Verhaltensweisen）都是基于这样的释义（Auslegung），即这些事物是什么、是怎样的（wie und was die Dinge sind）。这些基本的性质附着于此在，也就是说人已经进入了一种反思之前的理解的视域中，海德格尔把它的探究对准了此在。
通过这些原理性的解释学路数海德格尔不再从认知的主体(ein erkennendes Subjekt)出发,这种主体（如康德所述）在时间与空间中知觉到的基本上都是物体（Körper），而这种物体已经是嵌入在了世界之中。海德格尔在解释学循环的入口处并没有挑选一种特别的此在，而是挑选了在日常性（Alltäglichkeit）中的此在。他的目标是，把哲学从超验的推断拉回到普普通通的经验世界（Erfahrungswelt）之中。
根据海德格尔，为此解释学循环的两个步骤是必要的：其一应该去研究，世界中的意义的关联（Sinnbezüge）是如何呈现给此在的，因此世界应该被现象学的描述。海德格尔从工具的意义的连结（Sinnzusammenhang）着手，如上面提到的锤子；其二就是生存学的此在的分析（existenziale Daseinsanalyse），也就是对结构的研究，这种结构构成了此在，如语言，置身性（Befindlichkeit），理解和此在的有限性。此在与世界的关系被恰如其分地理解的同时，这种关系必须也在存在论上被把握，假如存在要被确定的话。

### 基础存在论

#### 走向一种新的存在论
为了继续克服建构在“主客二分”基础上的近代存在论，海德格尔采用了“在世界中存在”这个概念，它应该说明“此在”和“世界”的基本联系。“世界”刻画的不是诸如存在者总和之类的东西，而是有意义的总体（Totalität），也就是意谓的整体（Bedeutungsganzheit），在此整体之中事物有意义地相互关联着。康德的“超验哲学”（Transzendentalphilosophie）从一个自给自足的、自持着的主体出发，而在海德格尔那里一方面“世界”已经被给予给“此在”了，另一方面“世界”只对于“此在”来说才“存在”，“在世界中存在”这个概念包含这两个方面。世界对于海德格尔来说不是事物，而是时间性的关联网。他把世界的显现称为世界的世界性（die Weltlichkeit der Welt），它只有在与此在的联系之中才能被理解。锤子作为锤子是什么，只有在与此在的关联之中才能被把握，此在使用着它。存在被嵌入一种意义，“意义即是某些事物的可理解性的基础”。存在的意义和此在的意义是不可分的，“只有此在存在，也就是对存在的理解（Seinsverständnis）在生存中的可能性（ontische Möglichkeiten），才‘有’（es gibt）存在”。因此海德格尔既不持形而上学实在论的立场（“事物如其所是地存在，即使没有我们人类”），也不持观念论的立场（“精神让事物如其所是地产生出来”）。
对于此在的分析应该为既不是实在论也不是观念论的新存在论奠定基础。海德格尔在《存在与时间》中构造了种种结构，这些结构规定了生存之中的、也就是说有着对生活的领会的此在。海德格尔把这些结构称为“生存结构”，也就是此在与自身、与世界相关联的基本方式：理解，置身性，言谈（Rede）。生存结构是结构整体（Strukturganze）的元素，海德格尔把这个结构整体确定为“操劳”（Sorge）。因此此在的存在也就成了操劳：人就是操劳。
当此在的存在成为操劳，世界也就能这样被理解：锤子和其他工具都是为建房子的。各种各样的工具通过“为了”（Um-zu）而连结在一起，而最后一个“为了”就是此在的“目标”，此在照料（besorgen）着事物，因为此在为自身和他的同类（Mitmenschen）操劳着（sorgen）。对海德格尔来说，对于世界的科学性把握和对大自然的理解都来至于此在的操劳。

#### 时间性（Zeitlichkeit）和此在（Dasein）
因为此在作为操劳一直都被他的“过去”（Vergangenheit）规定着，而他又是面向未来事物（Zukünftiges）的，在《存在与时间》的第二部分出现了从时间的角度对于“生存结构”的新的解释。对海德格尔来说，时间首先并不是客观的-物理性的流逝着，而是被嵌入此在的时间性，它与操劳是密不可分的。时间与操劳的紧密关系在日常语言对时间的说明中呈现着，例如“从此刻开始到那一刻都是散步时间”。根据海德格尔的观点，与操劳捆绑着的时间是存在论上的首要者。在与时间的日常打交道中此在才第一次发展出了一种客观的（科学的）时间，通过它此在可以计算和制定计划，它也可以通过各种钟表来确定。而计算和制定计划都是与操劳捆绑着的。

### 对《存在与时间》的抛弃（Abkehr）
《存在与时间》由于种种原因成为了一个残篇，只有前一半出现了。虽然海德格尔通过他的新存在论想法克服了传统存在论的许多问题（这种新存在论是基于此在与存在的关系的），但是从他的策略中只能够产生相当有限的哲学理解的可能性。这些可能性主要基于操劳的结构（Sorge-Struktur）和嵌入此在的时间性。因此就产生了一种危险，就是人类生活的所有方面都只从这个角度去理解。海德格尔曾告诫自己不要高估不能令人信服的时间性。
此外海德格尔还在《存在与时间》中把他的真理概念与此在绑在了一起：在与真理的实践性交往中，世界对于此在来说一直都是“被揭示的”（erschlossen）。通过这种表述海德格尔想赋予“他的对真理的理解”一种存在论维度：对于此在来说世界才第一次把自己照亮（lichten），对于此在来说世界才第一次存在，从这出发“存在者是什么”才被规定。到这里就很清楚了：操劳的结构把世界和事物时间性、内容性（inhaltlich）地聚焦于“为了”和“目标”，也就是说此在的实践需要。对自我的理解和对世界的理解的历史转变、人在历史进程中的被动性从这个视角就很难被理解了，此外还有另一个困难（就像海德格尔1946年回顾性的在“论人本主义的书信”中写的一样）：和形而上学的语言划定界限。
上述原因使得海德格尔最终抛弃基础存在论的策略，“《存在与时间》的道路是不可避免的，然而始终是一条林中路，这条路突然就到头了”。对于海德格尔来说接着是思想的转变，海德格尔称其为“转折”（Kehre）。

## 转折：30年代的思想转变

### 对真理的理解的改变
在海德格尔的思路历程上1930年-1938年发生了一次改变，海德格尔自己称之为“转折”（Kehre）。他远离了基础存在论的想法，而采用了研究“存在史”的策略。他在“转折”以后不再处理如存在的意义或者它的超验的诠释视野（Auslegungshorizont）即时间的问题，而是把对存在的论述指向如下的问题：存在是如何从自身出发解蔽（entbergen）并同时遮蔽自身的。没有一般来说,转折之前海德格尔的哲学体系称为海德格尔Ⅰ,转折之后称为海德格尔Ⅱ,海德格尔本人也部分地同意这种说法.海德格尔Ⅰ着重研究亲在(就是此在)与存在的关系,而海德格尔Ⅱ则重点研究存在本身.海德格尔用"转向"或"转折"来代替事实上的海德格尔Ⅰ的失败.其实这种失败也是必然的,它就犹如"置之死地而后生",但这种情况出现的前提条件是"死地"可变"活地",但真正的"死地"你进去后只有死路一条.这也是1933年海德格尔选择纳粹党,1967年萨特选择红卫兵的原因.

#### 论真理的本质
《存在与时间》涉及到了“生存学上的真理”（die existenziale Wahrheit）：此在在前反思的的世界关联中（这种关联是此在通过与事物的实践性交往建立的）无论通过什么方式已经发现了世界中的存在者之间的指示连结（Verweisungszusammenhang）。此外，此在在思想中无论是对于自身，还是做出决定（也就是说生活）的不可避免性，有一种现有性的理解（vorhandenes Verständnis）。这种对于生存来说在真理和此在之间的必然的相互归属性，海德格尔称为“生存的真理”（Wahrheit der Existenz）。在转折以后海德格尔转移了焦点。对于对种种世界关系和自我关系的理解来说，根据他的观点，不仅仅生存的结构是重要的，而更重要的是世界和存在如何“从自身出发”向我们呈现。这也就需要存在“将自身置入”（sicheinlassen）于非遮蔽状态的敞开者（das Offene der Unverborgenheit）中。海德格尔在1930年的演讲“论真理的本质”中阐述了他的真理概念的这个扩展。虽然他还是像在《存在与时间》中一样把真理把握为“非遮蔽状态”，但是海德格尔现在说明了：人不能够从自身出发产生出这种非遮蔽状态。

#### 关于本质化着的真理（zur Wahrheit des Wesens）
存在不仅在与人的生存的关联中，而且还在其他多样化的形式中向人解蔽自身。例如真理就可以通过艺术被领会，如海德格尔在1935年在他的演讲“艺术作品的起源”中描述的。艺术作品将未被话题化的、遮蔽着的（事物）表达出来并将其带入意识之中，那么真理也就呈现自身为一个过程：真理显现着（geschieht）。将这个过程描述出来，海德格尔就必然要这样说：真理“本质化着”(west)。因为在真理的显现，也就是解蔽过程中，“何物存在”才呈现自身，所以我们不可以说：“真理存在”。真理的本质（Wesen）是它作为过程的本质化。在转折以后，真理也就不再通过此在被僵硬地捆绑在世界和自我的现有的揭示（vorhandene Erschlossenheit）中，这意味着两个方面：真理变得过程化了，它可以通过规定（Bestimmungen）将不能被（实践性生存着的）此在理解的事物包含进去。这个焦点的转移通过“颠倒”（Umkehrung）可以被表示：从“真理的本质” （Wesen der Wahrheit）到“本质化着的真理” （Wahrheit des Wesens）。海德格尔将他思想的转换称为“转折”：
“因为‘存在的真理’的缘故‘存在的意义’这个词被放弃了，从《存在与时间》生发出来的思想将来更强调存在的敞开状态（Offenheit）本身而不是此在的敞开状态。---这意味着一个转折，在其中思想将更加决定性地面向存在而不是此在”。

#### 真理（）：存在的隐蔽与遮蔽
为了存在（从自身出发）在它的非遮蔽状态中呈现，这也就需要人作为“林中空地”（Lichtung）：存在的某物在不同的光线中（Licht）呈现自身（所有的东西或者是物质或者是精神，世界是被上帝创造出来的，等等）。海德格尔的真理概念本质上是存在论意义上的。它涉及到：“何物存在”是如何向人呈现自身的。所有其他的对于真理的确定，例如表述的真值（Aussagewahrheit），只有当存在通过一定的方式面向人而将自身解蔽的时候，才能和这种真理连接在一起。
海德格尔关于解蔽与遮蔽的论述不能和“视角论的”（perspektivisch）真理观相混淆。因为一方面无遮蔽状态并不仅仅和个别的存在者相关联，这种存在者因为视角的缘故只有在特定的方面才被理解。另一方面海德格尔也不想把真理和感性的认知方式（例如观看）联系起来，真理更多的是处于支配性地位的“意义连结”（Sinnzusammenhang），所以存在的无遮蔽状态意味着一个整体，也就是说世界作为意义的总体，而这个世界向人开启。 
当海德格尔将解蔽的过程从存在自身出发去思考的时候，对他来说遮蔽也就必然附随了。这意味着，当存在呈现自身为某物的时候（例如“所有的东西都是物质”），同时也就遮蔽了其他的方面。被遮蔽的肯定不是对存在的其他具体规定（例如“所有的东西都是精神”），而是说以下这个事实遮蔽自身：“存在将自身解蔽”。因此人大多时候停留（sich aufhalten）在被解蔽的存在者那里，而忘了这个对于存在的规定自身首先是如何“显现”的。人只去附和被解蔽的存在者,并从中找到了他们行动（Handeln）和照料（Besorgen）的尺度。
这种外在于对“存在的意义”的发问和只停留在存在者那里的状态海德格尔在《存在与时间》中就称为“存在的被遗忘状态”（Seinsvergessenheit）。由于解蔽和遮蔽的基本的相互归属性，存在的被遗忘在“转折”之后不再被当成人的过错，而是被归属于“存在的命运”（Seinsgeschick）自身。因此海德格尔也称之为“存在的离开状态” （Seinsverlassenheit）。人依赖于对他们来说被解蔽的存在者，因为他们不能再转身侧目于“何物存在”了。正是由于人对存在的依赖才有了人的第一个本质性规定。而停留在存在者那里使得人大多数时候远离了（一种状态），即恰如其分地理解他们自身原初的本质：解蔽。
即使基于这种在《存在与时间》和转折以后的海德格尔思想之间的焦点的移位，把海德格尔早期思想说成是关于“此在的英雄主义的主动性”的，而相反则把海德格尔后期思想说成是关于“与存在对立着的处于被动性的人”的，这是很夸夸其辞和扭曲的。这种对比只是基于从海德格尔全集中生硬地截取出的两个截面，而这两个截面是不能具体化到海德格尔的某个思想的。

### 扭转形而上学

#### 重返形而上学的根基（Grund）
在《存在与时间》中海德格尔想把存在论引回到它的“基础”（Fundament）。因此他继续留在了传统形而上学的范围之内，他把自己的工作理解成是对于存在论的改造和扩展。在“转折”之后海德格尔放弃了为存在论寻找一个新的根基（Grund）的计划。在“什么是形而上学?”一文中他转而侧身于“形而上学的根基”问题：这种情况是怎么形成的，即形而上学只从存在者出发、并面向存在者试图规定存在，并且形而上学成了一切存在者的规定的最后和最高的根基？海德格尔不是试图通过这个问题再一次给出一种对存在者的规定（这是形而上学的径路），而是把“形而上学作为形而上学”研究并研究形而上学径路的先决条件：通过形而上学是怎么形成对存在的各种诠释（Auslegung）的？这个问题把形而上学的条件作为研究的话题，而它对形而上学来说是陌生的，因为形而上学只把存在者和存在者的存在作为研究对象。

#### “去-根基”（ab-gründig）的思想
海德格尔进一步的目标是克服形而上学，而必要的首先是对形而上学的种种最终论证（Letztbegründungen）做出驳斥。这种研究不能再把范式化的预设强加到研究对象上去。非形而上学的思想必须在没有最终的根基的情况下出现。它必须将自己带入“去-根基” （ab-gründig）之中，因此他把他的思想说成是“去-根基的”。从“去-根基”出发他批评了他的早期哲学：“从《存在与时间》直到‘论根基的本质’之前到处都被形而上学化地谈论着、表述着，虽然不是这样被思考着的。这种思想不会把自身带到自己的‘去-根基的’自由之境中去”。只有从这种“去-根基”出发，从没有最后的根基的境况出发，海德格尔才能把形而上学的历史带入视野并去解释它。

#### 克服“主体-客体”范式
近代哲学的基本走向对海德格尔来说是从笛卡尔开始的主体哲学（Subjektphilosophie）。为了对哲学史进行无偏见的诠释，他拒绝了“主体-客体”的图式（Schema）。当形而上学把世界和存在从整体上去观察、并对之给出一种规定时（例如“所有的事物都是物质”：唯物主义；“所有的事物都是精神”:观念论），这种径路的核心在于：为了规定存在者，它把存在者带到面前（vor sich）。海德格尔因此认为这是一种表象式的（vor-stellend）思想。这种表象式的思想的特点在于：它把存在者作为客体表象（vor-stellen）到主体面前并实现了“主客二分”。通过这种方式形而上学将人加冕为“万物的尺度（Maß）”。存在者从此在主体（即人）那里就成为“置于面前的”（vorstellig,表象的）:只有“被固置”（fest-gestellt）和“被确置”（sicher-gestellt）的事物才存在。对于笛卡尔来说，只有能被人用数学描述的事物才存在。
康德的超验哲学也把人作为存在者的中心，康德将之称为“哥白尼转变”：不是主体取决于世界，而是世界取决于主体。康德在《纯粹理性批判》中试图（通过被给予给纯粹理性的知识范畴）给认识提供一个确实的根基。康德的目标不是要克服形而上学，而是给接下去的推断（Spekulationen）创造一个坚实的基础。海德格尔也把康德说成是形而上学家，这是他的《康德书》的目标所在，他在书的开头写道：“下面的研究有这样一个任务，即把康德对于纯粹理性的批判诠释为给形而上学奠基（Grundlegung）……”。对于海德格尔来说在康德那里有一种对最终论证的形而上学需要：主体（理性）应该同时作为认识的根基，它“奠定”（be-gründen）了被认知的事物。康德的形而上学根据它的本质最终是这样构成的：它把存在者作为客体表象到主体面前，而且通过主体被“奠定” 了。
根据海德格尔在这里有一个“悖论”（Paradoxie）。因为当形而上学承认“呈现给主体的事物是被奠基的”，但是主体不能给自身奠基，那么对于形而上学来说确保自己的根基就是不可能的了。即使是在反思的“自我确定”（Selbstversicherung）中，主体也是把自身把握为客体的，也就是说主体作为主体的情况是不存在的。双重自我和“自我在自己面前拥有自己” （Sich-selbst-vor-sich-selbst-Haben）的不可能性，只有通过一种突兀的“自我设定”（Selbst-setzung）才能被忽略。

#### 扭转形而上学作为存在史（Seinsgeschichte）的一部分
因为在形而上学中，存在通过各种规定而被人经验到，海德格尔得出一个结论：存在自身有其历史。海德格尔把它称为“存在史”。“转折”作为对形而上学的扭转，他用以下两方面来描述：一方面“转折”宣告了对形而上学的拒绝，并导向对于形而上学史和存在史的研究；同时这种拒绝本身也是存在史中的一件大事（Ereignis），存在史的一个新的组成部分。不是因为它延续了形而上学史，而是因为在它的回顾中把形而上学史带入了视野，并试图终结和克服形而上学。对形而上学的克服本身与它要克服的事物相关联。海德格尔因此说到了“扭转”（Verwindung）。
在与大思想家的对话中，不是通过拒斥的敌对态度，而是应该找到形而上学的界限：“在其中思想应该首先将形而上学的本质弄清楚，以便能去扭转它。对于这种尝试来说，扭转形而上学首先就像是一种克服，它将形而上学的那种独特的表象（Vorstellen）抛诸脑后。但在扭转过程中，表面上是被驱逐了的形而上学残留着的真理首先又回来了，而不是现在已经被吸收了的（形而上学的）本质”。在回顾中海德格尔对西方哲学的第一个开端（die ersten Anfänge）做出了沉思，在对它的扭转中他寻找另一个开端（ein anderer Anfang）。

### 第一个和另一个开端
海德格尔试图区分形而上学史的不同阶段。他把早期古希腊人的哲学称为“第一个开端”（der erste Anfang），它奠定了形而上学的基础。他自己的思想和他所追求的后形而上学时代被他看成是“另一个开端”(anderer Anfang)。

#### 第一个开端的缺陷
古希腊的第一个开端对海德格尔来说分为两件大事，前苏格拉底思想和由柏拉图、亚里士多德开始的形而上学。就像海德格尔在真理（Aletheia）概念中（真理作为无遮蔽状态）所表述的，早期古希腊人有对存在的无遮盖的经验：他们还能将存在作为无遮蔽状态去看待。所以对他们来说他们兴趣的中心点不是存在者，而是“向无遮蔽状态的解蔽” （die Entbergung zur Unverborgenheit）。在柏拉图和亚里士多德那里根据海德格尔的看法一件大事开启了，即从无遮盖的真理关联（Wahrheitsbezug）中滑落。由此开始了形而上学的优先地位。柏拉图在“理念”那里寻找落脚点，亚里士多德则是在“范畴”那里，他们都只对“存在者的规定”感兴趣，并且对形而上学的要求亦步亦趋，试图通过最后的根据（letzte Gründe）保障这种要求的地位。

#### 返回到前苏格拉底思想家
海德格尔想要通过“另一个开端”返回到柏拉图和亚里士多德之前。前苏格拉底思想家的敞开状态和早期经验应该重新被把握，并使它对将来的思想来说是有用的。因此海德格尔既不把“另一个开端”理解成是新的开端（因为他是扎根于对哲学传统及其缺陷的建设性吸收的），也不认为返回到前苏格拉底思想家是一种浪漫的、复辟性的倾向。
处于优先地位的是前瞻性方面，它将使人能够再一次进入到他的本质化（Wesen）过程中去，在这个过程中人是理解过去的历史的，并且针对形而上学的“对存在的诠释”（Seinsauslegung）建立一种新的思想。为了能更加清楚的解释第一个开端和另一个开端思想间的差异，海德格尔区分了“引导问题”（Leitfrage）和“根本问题”（Grundfrage）。引导问题是指对“存在者作为存在者”和“存在作为存在者”的发问，这个问题在形而上学和存在论领域中从柏拉图和亚里士多德以来已经有很多不同的答案了。而海德格尔所希望的是，通过“根本问题”这样的表达方式将问题对准“存在是如斯的”（Sein als solches）。他的目标不是去定义“存在”，而是去研究：在哲学史中究竟是怎样产生各种对存在的规定的。

#### 跳跃（）
这种新的思想（在所有反思中）不能简单地从旧思想中解读或推导出来，因为它放弃了所有的对存在的规定。为了解释这个极端的属性，海德格尔使用了“跳跃”进另外一种思想的说法。为了准备这种“跳跃”海德格尔写了《哲学的贡献—关于大事Ereignis》。这本写于1936–38的书在海德格尔生前没有发表，却是他的第二本主要著作。这本书是海德格尔私密性的手稿并且叙述方式是很隐晦的，因此海德格尔建议读者应该先熟悉他三十年代的宣讲课。
“跳跃”是从一个开端转换到另一个开端，而且也是走入“存在史”中的思想。在《贡献》的语境中还包括《沉思》(1938–39, GA 66)，《存-在Seyn的历史》(1938–40, GA 69)，《关于开端》(1941, GA 70)，《大事》(1941–42, GA 71)和《开端的小径》(1944, GA 72)。
另外一个关于“从传统形而上学到存在史思想的转换”的比喻是海德格尔“形而上学的终结”的说法，更精确地说是：“形而上学的终结和思想的开端”，就如海德格尔在《形而上学的终结和思想的任务》(GA 14)这个演讲中说的。为了使这种思想得以可能，海德格尔必须首先具体描述形而上学的历史，并且根据那些重要思想家的著作去解释它。只有这样“存在史” 才可被把握。

## 哲学史作为存在史
虽然海德格尔在生前并没有发表《哲学的贡献》这本书，它还是成为了他的第二本主要著作。在这本著作中一些概念第一次被引进，这些概念符合了他转折后的思想。首先是“大事”（Ereignis）的概念占据了中心位置。
海德格尔将我们的存在史理解成人与存在的历史性关系。在其中历史（Geschichte）并不是有着因果关联的显现（Geschehen）之间的连结。而是说，它的决定性因素是“存在的真理”(Wahrheit des Seins)，这个表述并不刻画一种超越存在的真理。因为超越存在的真理意味着只有一种真理，这是海德格尔所拒绝承认的。用这个表述海德格尔所要描述的是他新获得的存在论上的真理概念。“存在的真理”指称这样一种方式，即存在作为遮蔽和解蔽是如何“在场化”的（anwesen），存在是如何呈现给人的。也就是说海德格尔在这里处理的是遮蔽和解蔽的历史进程，这种进程人是不能支配的。

### 一个世界开启了（ereignet sich）

#### “大事”的思想和存在史
当存在在历史的进程中呈现出不同的方式，那么根据海德格尔的说法在两个时期（Epoche）之间就必须有个节点。在这个节点，或者说是过渡点上发生的，海德格尔称为“大事”。假如把不同时代的进程刻画出来，在这些时代里形而上学给出了对于存在的不同的规定，那么这些对于时代的解释就不允许夹杂任何一种形而上学的、存在论的或是心理学的原则。海德格尔争辩说，根据“去根基”的思想，不存在能够解释和确保这种过渡的绝对的、最终的根基。关于那些历史性的根本转变能说的只是：它们开启了。
存在史并不意味着“存在的历史”（die Geschichte des Seins），因为存在是不拥有历史的，而是解蔽和遮蔽的历史，通过这个历史作为意谓的整体（Bedeutungsganzheit）的世界开启了，并且哪些事物是本质性的、哪些事物是非本质性的、何物存在、何物不存在也由此被规定了。在这里历史作为存在史并不是一种被处于中心地位的力量操控的进程：“存在史存在”，可说的只有这点。
在这种语境中海德格尔谈到了“存在的命运”（Seinsgeschick），作为这样一种方式，即存在是如何将自己派送（zuschicken）给人的。海德格尔关于“大事” “存在的命运”“存在的抽身”（Seinsentzug）的谈论给他带来了“宿命论”的指责，这种指责将海德格尔的这些谈论解释成是“不可抗拒的宿命”。但对于海德格尔来说“存在的命运”并不是生存上的（ontisch）统治人类的宿命（已经发生的），而是存在和世界的命运。根据这种命运人类的普通行为将在特定的轨道上行驶。只有荷尔德林曾相对应地说过：“人并不是作为自主的（autonom）主体创造了历史，而是在如下的意义上人是被历史创造的：即他是被和传承下来的‘显现’捆绑在一起的。人不能去支配这种‘显现’，而是这种‘显现’以一定的方式支配着人”。
海德格尔并不是在说：人所遭遇的具体的事情都归咎于这个命运。存在的命运和大事对他来说不是生存上的（也就是说在世界之内的）支配着人的力量。因为存在不是存在者，所以它既不能从发生学上、也不能从因果性上去理解。海德格尔刻画了“大事”这个概念，为了说明存在史上的不同时代间的转变，而并没有诉诸于意识形态术语，如“观念论”，“唯物主义”。海德格尔有这样一个想法，就是例如当人试图用这些世界观去思考人和真理的历史性关系时，在两种意识形态之间将会产生一种持续不断的、不可消解的相互关联：一种新的观念论上的理解视域是如何可能的这个问题，必然要和改变了的物质条件相联系；而对于物质条件的改变来说，前提就是对于自然进程的更好的理解等等。

#### 哲学将存在带入语言
在海德格尔看来，对于存在史的解释来说哲学有一个关键的作用，因为它是这样一个地点（Ort），在这个地点“存在的投掷”（Zuwurf des Seins）进入了语言，通过语言它被思考。那些大哲学家用语言和他们的哲学体系概括了他们的时代。当然这不可以被曲解，好像哲学通过他们的理论的、形而上学的筹划（Entwurf）创造了历史：“自从柏拉图以来，现实的事物在理念之光中呈现，这并不是柏拉图一手造就的，思想家只是抓住了他们所倾听到的”。因为根据他的理解，在哲学的筹划中“何物存在”（存在）最清晰地进入了语言，所以海德格尔在对存在史的描述中利用了传承下来的哲学著作。伟大思想家的著作刻画了存在史的不同时期（Epochen）。

### 存在史的不同时期（Epoche）
海德格尔区分了存在史的不同时期，他引进了“epoche”这个古希腊语语词的词源学解释：自持（an sich halten）。存在在它向人的诉说中自持着，这意味着：真理对人通过解蔽不断开启（sich ereignen）, 但同时解蔽这个事态（Tatsache）又遮蔽自身。

#### 前苏格拉底思想家，柏拉图和亚里士多德
对于海德格尔来说存在史主要是沉沦史（Verfallsgeschichte），这个历史从早期在古希腊人那里“存在的赞许（Zuspruch）”开始，不断加剧着被打上了“存在的遗忘状态”的烙印，并在全球性的技术状态和虚无主义中达到了最高峰。早期古希腊人、前苏格拉底思想家还把真理理解成无遮蔽状态（ἀλἠθεια），因此他们把真理的过程理解成是解蔽，对海德格尔来说在柏拉图那里形而上学却打下了根基。在智者们动摇了对真理的理解之后，与他们相对立，柏拉图试图通过“理念论”把真理树立成是一种绝对确定的事物。存在者在它的可被认知状态是依附着理念的；显像（das Erscheinende）的领域（也包括一切可逝的事物）是和永恒的、唯一真实的存在者（即理念）对立着的。理念自身引起（verursachen）了存在者，而理念的永恒不变动性使得绝对有效的表述成为可能。对海德格尔来说，真理在这里第一次被思考成了与人无关的事物。真理的地点（Ort）也就移位了。真理在附和“表象”（Vorstellen）过程中成了“被表象者”（Vorgestelltes），而它本质性的前提，即无遮蔽状态，却被遗忘了。
从这开始通过方法论上的指向去符合被表象者也就成为可能的了。这种理解在 “逻各斯语言”（Logos）给予的高层次的意谓那里反应了出来。人成为了理性的动物，拉丁文的。他的工具是逻各斯语言，通过语言它支配了被表象者。逻各斯语言使逻辑（Logik）成为了一个学科，逻辑在思想的领域要求绝对有效性。通过逻辑学、按照科学的严格性所有其他的事物、存在的事物，也就是说存在，都从被设定的本真的（eigentlich）存在者那里推导出来，这种存在者在柏拉图那里是理念，在亚里士多德那里是形式。柏拉图，亚里士多德之后形成了各种学派，在那里哲学被独断论化了。

#### 基督教的中世纪
基督教的中世纪继续停留在这种形而上学思想的框架内。移位的现象甚至加剧了，因为罗马人在把古希腊语的概念(如等)译成拉丁文时，古希腊思想家们的原初经验他们却没有理解。在这种思想进程中存在把自身挪进原因（Ursache）之中，在接下来的中世纪中“第一因”就被设定为上帝。因此存在就成了被创造者()。被创造者被上帝合乎理性地规定了。这种观点已经是理性主义的前奏了，根据理性主义人通过理性理解了存在者并能够控制它。

#### 近代
在近代的开始,存在和上帝的关联被渐渐地被否定了，存留下来的只有笛卡尔的主体，它将客体把握为存在者并且赋予客体它自己的尺度。在主体性之中隐藏着的意志能够把握和控制一切意志之外的事物。这种意志在尼采的“权力意志”那里变得很明显。意志为了控制其他事物设定了最高的原则，其余一切都臣服于这个原则：道德价值。意志是设定着价值的意志，并且通过把自己创造的对于世界的解释强加给其他的事物而维护自身。海德格尔对于尼采的解释并不是融贯的。在1933年的校长就职演讲和他解释尼采的书的第一卷中他赞同了尼采的意志哲学，然而在第二卷中他却声称：正是这种意志阻碍了“敞开状态”（Offenheit）并使得一种新的思想是不可能的。
当代作为虚无主义的世界性时代
通过尼采喊出的“上帝之死”，对于海德格尔来说虚无主义的时代开始了并将持续下去。尼采试图通过“重估一切价值”来克服虚无主义，他并不认为世界是被精神和理念所规定的，而是反过来把精神、理念、价值把握为“生命”（Leben）的印记。海德格尔认为尼采还停留在形而上学的范围内，因为“对于形而上学命题的颠倒---依旧是形而上学命题”。

### 存在史和技术
人类渐渐地成为了存在者的中心，并且成为哲学解释的最高审查机构，而另一当面当代意志哲学又出现了并在尼采那里达到了高潮。海德格尔不仅在哲学史中看到了这种趋势，而且在他所处时代的“大事”中也看到了，特别是在不断扩展着的技术那里。对于这样一个问题：“什么是技术？它的本质是什么？”，他回答道：技术的本质本身并不包含任何技术性的东西。技术必须从它的来源方面被思考。根据海德格尔，它的历史性来源是在存在史之中的。
对于海德格尔来说技术和形而上学思想是连接着的，因此他和当时流行的对于技术的批判有很大的区别。虽然他对技术的批判和其他种类的解释有很多对应的地方，那些解释将异化、主体的统治、权力的扩张和技术理性（technische Rationalität）作为话题。确定无疑的是他通过存在史的解释和那些解释划清了界限，因为他并没有把政治、社会、经济力量的专横作为主要问题，而是在存在的解蔽中寻找原因。海德格尔对于技术的批判因为有其存在史思想作为核心，超出了在具体方面利用技术的实践性交往的范围。

## 对技术的批判

### 自然科学和技术

#### 精确的自然科学对世界的把握（g）
海德格尔的观点是这样的，即自然科学能够解释现有者（Vorhandene）、事物是如何工作的，但不能解释事物是什么。物理学能够解释为什么锤子上的铁块能够作用于坚硬的对象，但不能解释锤子是什么。锤子的“意谓”只有在“意谓性的连结”（Bedeutsamkeitszusammenhang）中才能被理解，思想不能够回避这种连接的有意义的整体。
海德格尔对科学的观察把握了科学的一个重要方面：它是一种发现存在者的特殊方式。科学径路的性质是“计算”，“对象化”，“表象”和“确证”（Sicherstellen），这些性质决定了它对自然进程的观察和探寻。被计算的是对置者（Gegen-Stände）。海德格尔强调了这个词的两个方面：作为对象的东西是对立于主体的客体，只有以这种方式成为对象的东西、“是”对象的东西，才作为存在者。只有人以这种形式带到自身面前的东西，才能够作为存在者被观察；对象这个概念的第二个方面强调了“确定”（Feststellen）和“确证”（Sicherstellen）作为科学的方法。海德格尔认为，在这里一种和形而上学相似的需要在“主体-客体-关联”中为所有的存在者找到了一个根基。因此人也成为了“存在者的尺度和中心”。人的这种中心地位（Stellung）又再一次加强了近代笛卡尔以来的主体性。只有在这种世界吐露（Welterschließung）的方式中呈现的东西才会被认可。在科学与对象打交道的方式下面有一种特定的存在论作为根基。这种存在论的核心由主体构成，他作为现有者去感知和思考被表象的客体。

#### 自然科学和技术的亲缘关系
对自然科学有效的解释对技术来说同样有效。技术通过它观察存在者的方式将存在者从其内在于世界的有意义的关联之中剥离开来。然而这种剥离始终并不完全，技术所发现的存在者假如没有其它的关系话不会成为单独的客体。因为世界始终是有意义的整体，所以技术也不可能切断对象的所有关联，而是让对象作为客体返回到主体。而因此世界也就失去了意谓和关联的丰富性，存在者褪变成为了为主体即人的目的而存在的原料。一开始人并不会察觉到这种变化了的对世界的把握，也就是说他的思想的前提他自己并不知道。
因此一方面技术的可能性越来越丰富，另一方面人在世界显现（Weltgeschehen）中所误认的人的中心地位，也导致了对技术控制性和支配性的意志的增强:
“人类正在进行这样一个跳跃（Sprung），即冲入地球和它的周遭的整体，将大自然隐蔽着的作用以力的形式抢夺过来，并把历史进程臣服于地球王国的计划和安排。这样一个“起义”的人类没有能力去言说：何物存在（was ist），存在的是什么（was dies ist），一个事物存在着（dass ein Ding ist）。所有的存在者都是单一的征服意志的对象。”

#### 自然科学的本质和技术
自然科学和技术因此对海德格尔来说本质上都是对世界的一种形而上学的把握。就像形而上学一样自然科学和技术都把存在者把握为纯粹的现有者。形而上学实质上扮演了一种规定经典思想和古典思想的角色，在近代它陷入了危机，海德格尔将对技术的批判和它联系了起来。技术的本质是历史性地形成的。
自然科学和技术作为现代的现象被海德格尔与古典形而上学的遗产联系在了一起。他将自然科学和技术都看成本质上是形而上学的，这一点在对世界的技术性的把握中将会显得更加明显：“在历史上的较晚者，即现代技术，从在它身上起作用的本质来看是历史上的较早者”。
流行的解释认为在近代和现代，如同在技术时代，出现了一些全新的事物，它们被理解成过去的事物的断裂。与此相对海德格尔将技术的起源放进了古典的形而上学思想方式之中，特别是在前苏格拉底思想家和从柏拉图、亚里士多德那里诞生的形而上学之间的时期。

### 其他对世界的理解方式的被遮盖
海德格尔批判的核心是：技术性的对世界的理解方式遮盖了其他的理解方式。根据传统的解释，形而上学把握了理论的原理（Prinzipien），与之相对技术规定了人对改变着的环境的实践性关联。但海德格尔将两者放到了一种相互影响的关系之中：一方面思想规定了将被实践改造的事物（自然科学的应用）；另一方面实践性关联也决定了人对世界的把握。甚至比相互影响更进一步的是两者之间的建构（konstitutiv）关系：没有思想规定就没有实践，没有实践也就没有对世界的解释。
由于技术的成功和技术手段的统治地位，随之而来的对世界的把握也扩散到全球并遮盖了所有其余的对世界理解的方式。因此对世界的技术性把握在世界中越来越稳固，海德格尔感到，它将成为“框架”（Gestell）。

### 技术作为“框架”

#### “框架”的概念
海德格尔将技术性的和使客体化的（verobjektivierend）思想在如下的意义上称为“表象性(vorstellend)的思想”：这种思想将存在者作为客体带到自己面前，同时将存在者在“现在”（Gegenwart）的时态下把握为“现有者”。因此人通过技术手段将大自然作为资源放置到自身面前（vor sich stellen）。海德格尔将技术的总体（Gesamtheit）称为“框架”。

#### 设置（Stellen）和持存（Bestehen）
技术使事物（Ding）显现，而不是事物从自身出发将自身呈现，这是技术在发现世界（Weltentdeckung）过程中拥有的本质属性。但技术发现世界的方式还有另外一个面相，因为这种过程提供了一种解释，而这种解释确定了发现的目的：被发现的事物成为了控制的对象或资源。
“水电站被在莱茵河上建造了，这种情况并不像古老的木质桥梁，它许多世纪以来连接了两岸。更准确地说是河流被电站筑堤挡住了。它从电站的本质（即提供水力者）出发而存在着，这是它现在作为河流而存在的（意义）。”
技术对海德格尔来说是一种索取，例如“它对大自然提出了提供能量的无理要求，大自然是如此被索取和被保存着的”。具体到莱茵河来说，莱茵河被设-置为（ge-stellt werden）水力。即使是莱茵河作为休闲场所，因为它所能提供的休闲品质而被设-置为（ge-stellt werden）旅游目的地。

#### 和其他的对世界的把握的关系
技术的世界关联方式和其余方式的深刻不同，海德格尔在他的演讲“对技术本质的发问”(1935)中说明了。他将技术-索取性的世界关联一方面和诗（Dichtung）（例如他提到的荷尔德林的赞美诗“莱茵河”），另一方面和传统的耕作对立了起来，这种耕作并不将农田设置（stellen）为产出食物，而是把种子播洒给了大自然的生长力量。人类通过其意志将事物的根本意谓（Bedeutung）变成了对事物的生产和表象。所有一切都被从实用性和可利用性的角度去观察，因此大自然就成了“库存”（Bestand），人与它的关系只剩下发现和加工。

#### 技术本身固有的规律
海德格尔拒绝从目的和手段之间关系的角度去观察技术的本质。取而代之他试图将注意力转到以下这点：技术不能被看成是人类所需要的工具，相反它本身就具有自己的规律性。海德格尔认为问题不仅仅在于：不同于传统的工具，现代技术在工作进程中使用了与人力无关的能量来源并且有它自己独立的运动过程；技术带来的统治特征更加使他担忧。这种特征从自身产生了新的看法和必然性，以及一种与之相符的成功意识：例如工厂的生产被认为是迷人的，在工厂中新的工厂被生产出来。对海德格尔来说所有这些都隐藏着一种危险：利用（技术）将成为一张网络并且技术将它的无目标性当成它的目标。

#### 人在框架之中
技术行为并不是与人的活动毫无关联而发生的，但是它并不是在人身上发生的，也不是“通过”人发生的。技术过程的独立化使人也走上了歧路，他被降格为“库存”的顾客，更极端的情况是人自身也成为“库存”，他的意义只在于能确保无目标的各种可能性。对“人力资本”（Humankapital）这个概念的批判也使海德格尔想起了“人力资源”（Menschenmaterial）的说法。由此不是人而是技术 “设置”（stellen）了事物，因为技术是“框架”（Gestell）。 
因此人类一方面成了地球的主人，另一方面由于目的和手段关系的颠倒他被“框架”剥夺了权力，仅仅成为技术进程的一种要素。地球的每个角落（Winkel）都溶入了技术的统治状态，而人类在任何地方都只遇见自己，因为通过发现世界的技术手段他把自己设定成了尺度。人类使得存在者不再从它自身出发得以呈现，而这种进程使得真理不断丧失，海德格尔做出了这样的推论。人类不再作为解蔽的相关者而和存在处于原初性的（ursprünglich）关系中。真理的丧失（Wahrheitsverlust）也意味着一种自我的丧失。
在1969年德国电视二台（ZDF）的访谈中海德格尔说明了，并不是由于对技术的敌意使他产生了这样的想法，而他却在与技术的无批判的交往中看到了一种人类自我丧失的危险：“首先要说的是，我并不反对技术。我从来没有发表过反对技术的言论，也没有谈论过所谓技术的恶魔，我试图做的是去理解技术的本质”。海德格尔接着表达了他对生物技术发展的担忧：“我在思考今天作为生物物理学发展的东西，我们将在可预见的时间内能够按照人的需要来造人，也就是说按照他的器官的本质”。
海德格尔也警告对自然环境的破坏，通过全球性的技术手段产生的对地球的破坏是一种双重的损失：不仅是生物性的生存基础面临着被摧毁的威胁，而且是家园的，历史的生存基础。大自然由于“框架”的全球性的物流学（Logistik）变成了资源。大自然的丧失也就是人类家园的丧失。

### 与技术关系的改变可能性
人类是否能够和技术形成一种新的、反思性的关系，根据存在史的思想，并不取决于主观的决定，而是取决于“解蔽的命运”（Geschick der Entbergung）。技术带来的危险对海德格尔来说也使如下的成为可能：对存在的理解从技术性的思想转变为存在的思想（Seinsdenken）。他引用荷尔德林的话：“哪里有危险，哪里就会产生拯救者”。在荷尔德林话中的“哪里”这个词对海德格尔来说阐明了拯救的地点，这个地点和危险的源泉是联系着的。拯救者必须从同一种事物产生，这种事物带来了破坏（Verwüstung）：“我的信念是：只有从现代技术世界产生的地方才会产生一种对颠倒（Umkehrung）的准备，这种颠倒不会通过吸收“禅-佛教思想”或者其他东方思想而出现。思想的转换需要欧洲传承的帮助和它的新的生机”。一条能够开花结果的道路根据海德格尔一方面在于：在大体上将技术与艺术比较，并且使得它们的差异在对世界的把握上显示出来；另一方面在于：通过诗（Dichtung）创造世界关联的新的可能性。

## 对艺术和诗（Dichtung）的沉思（Besinnung）
大约从1929/30 开始海德格尔越来越强烈关注“语言”和“诗”，似乎艺术成了为历史奠基的力量（Macht）。在这种世界关联中他找到了对形而上学和计算-技术性的世界关联的替代方式，后者在现代文明中已经广泛传播了。艺术对于海德格尔来说是与技术对话的一种手段，“因为技术的本质并不是技术性的，所以与它的对话必须是在这样一个领域进行，即与技术的本质密切相关，而同时又有本质区别。这样一个领域就是艺术”。
艺术和技术在它们与真理显现（Wahrheitsgeschehen）的关联方面是密切相关的：两者都是发现（Entdecken）的形式，在两者之中存在者都进入了无遮蔽状态。当艺术（通过历史性的人类确立一种新的自我关系和世界关系）开启一个领域时，对世界的技术性把握则重复生产出了同一种对世界的统治性关系。
艺术，诗，技术，国家的建立对海德格尔来说都是这样一种行为（Akt），在其中真理（通过使一种新的对世界的把握成为现实）显现了（geschehen）。“与此相对科学并不是真理的原初性的（ursprünglich）显现，而是已经公开的真理领域的拓展”。因此例如物理学将它的对象领域筹划（entwerfen）为时空之中的物质和能量的改变，所有从这开始在物理学中得到的知识都停留在这个被开启的领域之中。相反人在艺术中获得了新的感觉方式和把握世界的方式，这些方式不可能从在这之前的对世界的把握中推导出来。

### 真理和艺术

#### 艺术的问题必须重新被提出来
艺术是什么或必须是什么，传统的回答是由作为艺术理论的美学给出的。为了解释艺术的对象，一些诸如“感官图像”“暗喻”“隐喻”和“类比”的概念被使用。在这里艺术理论家从一个可以回溯到柏拉图的物质和精神的区分出发：艺术作品是精神性意谓（Bedeutung）的物质性载体，这种意谓是超出它的载体的。根据海德格尔，对物质和精神的区分把存在分成了两个存在领域，因此他把传统美学称为“形而上学的艺术理论”。与他“克服形而上学”的打算相对应的是“克服美学”。这项计划的第一个临时性的筹划是1935年他做的报告“艺术作品的起源”。

#### 不是美感（Schönheit），而是真理
海德格尔对艺术“秘密”的兴趣的中心点，不是在古代就已经奠基的经典主义的美学理想，即美感，而是艺术和真理的关系。在海德格尔那里艺术不再是为了取悦观察者，相反在艺术那里人获得了一种对真理的领会（Wahrheitsvollzug）。和技术性的通达世界的方式区别，（这种方式是实用性的、以利用为目的的），艺术作品不能通过范畴（Kategorie）被把握。因为艺术作品并不是为了特定的目的而被创作的，因此它在世界之中有特殊的地位：它不能被使用。正是通过这种否定，世界在艺术作品中作为“意谓的整体”而呈现，在其中实用的对象有其位置（Platz）。世界作为整体的这种“曝光”（Aufleuchten）将人与世界的关系带入意识，并且使得对世界的另一种关联得以可能。
对“艺术作品的起源”这篇文章有两种解读方式：一种认为，海德格尔在对过去的艺术的回顾中，通过艺术作品而去说明“一个世界的创生”（ die Stiftung einer Welt）；另一种解读则强调，对于海德格尔来说，在艺术中“创生”本身也可以被看成是一个“行为”。对于海德格尔思想历程的发展来说最重要的是，他至少在哲学中捕捉到了艺术的创生性力量。
根据海德格尔，如荷马史诗之类的伟大艺术作品可以为一个民族的文化奠基。其中包含着艺术的为历史奠基的力量：“这种作品设置（aufstellen）了一个世界”。 根据海德格尔，艺术是一种“真理的变化（Werden）和显现”，因为通过艺术作品一个世界被创造和“曝光”了。当然他也很怀疑，伟大的艺术作品（以及它对整个文化的期许）的产生是否依旧可能。他认为，荷尔德林的诗开创了这样的道路，对于它的感念（Andenken）必须再一次在个人那里被唤起。

### 荷尔德林作为命运（Geschick）
尼采对海德格尔来说将形而上学推到了极致，并且逼思想做这样一个“抉择”（Entscheidung）：思想是赞同这样一种极致，还是离开形而上学而寻找新的道路。科学和技术不是对形而上学的替代，它们同样是很实用的。他对“完全不同的事物” （GANZ ANDEREM）的寻找使他从三十年代末开始转到了荷尔德林那里，他将荷尔德林的诗诠释为“命运”。荷尔德林证明了当下（Gegenwart，现在）是一个危机，并在对西方历史的回溯中探询一个新的未来。

#### 存在的离开状态作为宿命（Schicksal）
海德格尔对哲学史的理解和对存在史的阐释将哲学的开端看成是一个“犯错”（Verfehlung）。早期古希腊思想通过不同方式解蔽了存在，以致被解蔽者从此以后成为了人类思想和行动的尺度。在其中本质性的是将存在理解为“现有状态” （Vorhandenheit），对象性，为了主体而存在的客体，并最后在技术对世界的索取中神气活现。而存在通过这种方式被解蔽这个事实本身却陷入了遗忘状态。这种对存在的遗忘状态或者是存在的离开状态作为思想的基本特征决定了西方世界的历史，也同时决定了它的宿命或者说是命运。“但是遗忘状态作为似乎是与存在本质化分开的事物，它不仅侵袭了存在的本质化，而且属于存在的实事本身，作为存在本质化的命运而起作用着”。
对于荷尔德林来说人类虽然获得了巨大的科学知识，他将人类称为“多知者”（ die Vielwissenden），但他们也荒废了（这样一种能力），即从充实（Fülle），多样性和原初性的角度去体验人类的生活。这种丧失是神圣者（das Göttliche）的丧失。海德格尔认为这种神圣者在荷尔德林那里并不处于彼岸，这种神圣者在人与人之间变动着的关系中、在人和大自然的交往中显现出来。它是一种对生活的理解（Lebensauffassung），这种理解的核心是对“在世之在”（In-der-Welt-Sein）的欢呼雀跃。

#### 通过荷尔德林思考神──作为建基性的根基（als gründenden Grund）
海德格尔并不是在经院哲学的意义上（即作为创造了地球的神）去思考神圣者。 如此的话神又会再一次成为“存在者的原因（Ursache）”,存在被降格为“被创造者”（ens creatum）。这种传统的想法（Vorstellung）蕴含了神和被创造者之间的“因果性原理”，并且又再一次产生了一种从“最终根基（根据）”出发的思想。与此相对海德格尔不想把神思考为“发生和解释的根据” （Entstehungs- und Erklärungsgrund），而是试图摆脱一切发生学的（genealogisch）和因果性的思想束缚。神圣者在海德格尔那里对应了一种“秩序原理”（Ordnungsprinzip），神将事物聚集并且放在一种有秩序的“多面体（Vielfalt）”之中，并且带来了一种新的人与人关联的方式，提供了一种人与人相处的新的根基。
此处海德格尔使用了一个他以前所拒斥的概念，即“根基”。海德格尔关于“建基性的根基”的说法表明了：他在这里并不是讨论形而上学的奠基性的根基（begründenden Grund），而是一种必须使神也满意（den Gott gewähren）的根基。神作为“卢特”（Laute，注：一种乐器，Laut：声音）演奏者的隐喻（在《根据律》中）显示了：“建基性的根基”可以在没有上述的形而上学解释的情况下被思考。他引用了安吉鲁斯·西里修斯的一句格言：“人心啊，它从根基上就是在神面前沉默的，如神所希望的那样；它很乐意被神所抚摸，这是一种‘卢特’的演奏啊！”（GA10, 《根据律》） 因此神是演奏者而人心是它的“卢特”。没有神，人心就没有音乐。但是人心---“人心啊，它从根基上就是在神面前沉默的”---必须有一种正确的心态（gestimmt， 注：Stimme，人的声音）, 以便和神攀谈（ansprechen），即“联想”（anklingen）到神。荷尔德林作为诗人能够提供这样的过渡（Übergang），因为他对上帝保持了沉默，如海德格尔所宣称的。荷尔德林的诗不能够被理解成是对上帝的特定的表述（Aussage），而是首先开启了这样一个空间，在此之中神圣者的一种新的形态能够和人照面。

#### 荷尔德林作为提供过渡（Übergang）的诗人
根据海德格尔，荷尔德林第一次将存在的离开状态作为“历史性现象”带入了语言。他认为他的时代从深处就刻上了存在的离开状态的烙印，是“神的黑夜”。 存在的离开状态即是诸神的离场状态（Abwesenheit）。首先是荷尔德林置身于“神的黑夜”的惊人消息之前，以此代表他的民族真正地获得了真理。
荷尔德林认为，神是否能再一次存在的抉择（Entscheidung）即是：西方是否能掌握其宿命的抉择。荷尔德林第一个认识到:存在史存在（Seinsgeschichte ist）。他承担了这样一个历史性的角色，即在抛弃形而上学之后“将过往的和将来的诸神的远与近（Nähe und Ferne）交给了（人的）抉择”。 海德格尔将他的诗理解成是“存在的言语的创生（Stiftung）”。海德格尔将这种对存在的新的关联称为“存-在”（Seyn）。存在作为“存-在”被理解成是历史性的，而不再是永不消逝的存在者的存在。

#### 作诗与思考的关系
荷尔德林认为诗人在“贫困时代”的任务在于：以狄俄尼索斯—基督的形态为他所期待的未来之神的来临做准备。海德格尔希望通过哲学反思将荷尔德林的诗作变成是可通达的（zugänglich machen）：“哲学的历史性规定在对下述的必然性的认识中达到了顶峰：使荷尔德林的话语可以被倾听”。他把自己看成是第一个能够倾听荷尔德林的诗的思想家。海德格尔关注的是把荷尔德林带到“我们”的近旁，因为他的诗与我们宿命性地（schicksalhaft）关联着。
为了能够将这实现，海德格尔让荷尔德林从任何一种文学的、政治的、哲学的、美学的观察中脱离开来，以便能够独特地“站立”（stehen）在他的诗篇所开创的真理之中：他所从事的不是从外部将解释的图式加于荷尔德林，而是把神圣者“期许和赞许的领域”（An- und Zuspruchsbereich）带入语言，如同它在荷尔德林的诗中所表达的那样。海德格尔并不确定他是否能够实现这点，或者说这点在多大程度上是可能的：“我们能够再一次认识它么？荷尔德林的诗对我们来说是一种宿命，这种宿命期待终有一死者（Sterbliche）与之相符。荷尔德林的诗诉说了什么呢？它的话语是虔诚的，这种话语述说了诸神的消逝（Flucht）”。

### 解释荷尔德林的路线（Gang）
1934/35海德格尔开始致力于解释荷尔德林的赞美诗《莱茵河》和《日耳曼人》。在1936-38写就的《哲学的贡献》中他赋予了荷尔德林重要的角色，当他思考“另一个开端”的可能性的时候。在1941/42他探讨了《感念》（Andenken，感恩）(GA 52)。他把这首诗解释为对过往者（das Gewesene）、对古希腊的神的节日的一种感念，并指出了从这种思想开始的“另一个开端”。在1942年关于荷尔德林赞美诗《伊斯特河》（Der Ister，GA 53，注：即莱茵河下游）的宣讲课中海德格尔更精确地探讨了该如何去找到“另一个开端”：作为穿越他乡者（das Unheimische，陌生者）即古希腊人的路线，这种开端应该为了故乡者（das Heimische，熟识者）被找到，特殊地说是为了德国人，普遍地说是为了西方人。自身的事物（das Eigene）只有在“他身的事物”（das Fremde，陌生的事物）中被找到，因为通过和自身的事物保持距离，自身的事物才能被认识和建构性地被获得（konstruktiv angeeignet werden）。只有这样，不为人察觉的进行着的“存在的命运”才能被带入视野，这种命运决定了“自身的”历史。
在1946年的演讲“诗人何为”中海德格尔再一次指出了技术性的对世界的统治的危险。荷尔德林的话“哪里有危险，哪里就会产生拯救者”将海德格尔的思想带到了这样一条道路上：危险本身是这样一种东西，它迫使人沉思（Besinnung）。沉思对海德格尔来说意味着：对自身的行动的动机进行思考。但是只有少数人可以做到这点，例如诗人和与诗人穿同一条裤子的思想家。
1970年海德格尔在“人的居住”(GA 13)中将诗意的（dichterisch）居住和非诗意的技术时代的狂欢和无节制（Maßlosigkeit）对立了起来，因为神是缺失的。“返回家园”（ Heimkehr）和居住（Wohnen）是海德格尔后期著作中的两个决定性概念。即使这两个词很切近于诗意的-文学化的表达，对海德格尔来说它们依然是对变动着的人和存在的关系的准确描述。人们可以用“与存在的切近”来表达人和存在的关系。

## 切近（Nähe）：人和存在的关系

### 人的本质
海德格尔确信，虚无主义世界时代的问题只有通过如下方式才能被解决：人不仅改变对世界的理解，而且同时要改变对自身的理解。

#### 过去的关于人的本质的规定
为了弄清楚我们这个时代人对自身的理解，海德格尔扼要地重述了历史上人类理解自身的各种方式。在哲学的开端，即在前苏格拉底思想家那里，人还被“确定为存在者无遮蔽状态的守护者（Wahrer）”。由此而来才产生一种原初性的惊奇和这样的知识：无遮蔽状态并不是自动产生的，人必须守护它。通过与存在者相对应人创造了作品，从而实现了对存在者的守护：在创造者、作诗者、思想者和政治家的作品中存在者获得了一种“显像”（Erscheinen）。西方人的自我理解在思想的开端是以上述方式呈现的，通过一种与存在的有意识的、无遮蔽的关联。

#### 形而上学的误解和人本主义（Humanismus）
在形而上学中人不再被理解成存在的守护者，而是被理解成“理性动物” （animal rationale）。人成为了能进行思考的动物，笛卡尔将思维的最高级形式规定为对于世界的数学描述。通过这种固定的、单向度的人的形象形而上学遗漏了这样一个问题：人的本质是以何种方式而归属于真理的。上诉的形而上学规定最终被看成是超越时间而永恒有效的，从而将存在的任何一种变动都排除在外。因此形而上学也排斥了“一个简单的本质实存（Wesensbestand），即人只有在存在的期许（Anspruch，也可理解为“要求”）中才会在他的本质中本质化”，也就是说让自己对存在的期许敞开（offen）。
海德格尔认为，形而上学最后还披上了人本主义的道德外衣。人本主义也代表了一种人的固定形象，而人是应该基于从世界连结中得来的要素被具体地规定的。与此相关，海德格尔“关于人本主义的书信”（GA9）是不可忽略的，他在1946年写给了Jean Beaufret。人本主义就像亚里士多德一样把人描述为“理性动物”，这种动物处于存在者的中心，通过思考把握了存在者，因此它只是加强了人的统治性姿态（Gehabe）。人本主义将人放在了世界的中心，赋予了人相对于其他存在者的特殊地位。因此人围绕着自己循环运动，被从存在的真理中驱逐了出来。
结果就是虚无主义。人在虚无主义中将自己强迫成主人，并且在“框架”（Gestell）中找到了自己的表达方式。海德格尔不仅仅是批判人的自私主义（Egoismus），因为对于自私者来说还有一种“关联和价值空间”（Bezugs- und Geltungsraum），这种空间与人无关，然而人却强行闯入。与此相反近代人类将自己看成是“理性动物”或“主体”，但却在存在者与自身的关联之外看不到任何其它价值。自私者对海德格尔来说还可以通过克制而把自我限制在一个范围，在这个范围中他者也可以有价值。近代的主体却不能从自身出发创造一个新的世界——每个人都试图去做这件事，而必然的这将成为一种任意的建构（Konstrukt），而且注定要失败。人类更多的是要依靠以下这点：从存在而来一个世界将自身打开（sich eröffnen），一个没有中心,或者说中心点是空的世界。

#### 存在的牧羊人
海德格尔论证道：与世界的一种新的关系必须从存在史的思想产生，这种思想将人和存在相互依赖的事实纳入意识之中。人的本质通过与存在的切近被确定，海德格尔试图通过“人是存在的牧羊人”这个表述来表达这一点。在这里被谈论的是存在的牧羊人，而不是存在的主人，这说明了：存在的真理（海德格尔声称）人是不能够支配的，他只能够在敞开状态的意义上，为了“大事”去细心地（achtsam）遵照存在的指引。
在这个基础上海德格尔去描述他思想的努力方向：它们应该使人类对其本质的“思索”（注：也有“进入”的意思）成为可能。“着眼于人类的无家可归状态，人类未来的命运（Geschick）根据存在史的思想应该这样呈现：人类找到存在的真理，而为了这个‘找到’人类应该立刻‘上路’（auf den Weg machen）”。通过“思索”“上路”“返回家园”这些描述海德格尔试图澄清：一种新的思想不可能由确定的在他的哲学中可以被找到的真理构成，而是这种新的思想应该被理解为“道路”。

### 返回家园
海德格尔强调，首先是家园（Heimat）才使“非家园状态”（Unheimischkeit，陌生）得以可能，只有这样我们才能够抵达我们已经居住着的地方。人类对其本质的“思索”（Einkehr）应该克服奠基于虚无主义时代的异化和无家可归状态（Heimatlosigkeit），如同海德格尔借荷尔德林和尼采所说的那样。当人类通过对于存在的“细心”（Achtsamkeit）去符合作为另一个开端的“大事”的到来，这种“思索”能够得到成功。在这里一方面存在“需要”（brauchen）人的细心，它使用（brauchen）人作为“落脚点”（Unterkunft），另一方面人也需要存在，以便能够发觉自己的本质。这种“相互归属”（Zusammengehörigkeit）的想法海德格尔在巴门尼德那里就发现了，巴门尼德谈到了思维（Denken）和存在的同一性。

#### 对早期著述的自我解释
为了克服由近代主体的中心化带来的对人的强迫（Aufschwingung），它将人强迫成“存在的主人”，根据海德格尔，人类必须重新意识到自己的有限性（Endlichkeit）和本质。与此相关在《存在与时间》中发展出的“生存结构”（Existenzialien）又重新出现了（wiederkehren），也就是说人类生存的本质性要素，如操劳，向死而存在，决心（Entschlossenheit），忧虑（Angst）等等。然而海德格尔改变了重点：现在他将“对自身的在世之在的操劳”理解为“对存在的敞开性的操劳”。
在一段重新诠释性的自我解释中海德格尔如是说道：他在写作《存在与时间》的时候就已经这样来思考生存结构了，即便是无意识的。 

#### 使用（Brauch，也有习俗的意思）
在《存在与时间》中海德格尔仅仅在此在之中看到了“存在的林中空地”，在其中真理（被发现状态Entdecktheit）必须始终从存在者那里被获取，一种占有（Aneignung），同时是一种“抢夺”。在他的后期哲学中他从以下这点出发：存在和人相互使用（brauchen，也有需要的意思）。这种使用并不表现为占有或消耗（verbrauchen,也有消费的意思）。在使用中人更多的是依靠于这种关系。对海德格尔来说，人在这种联系中并不是消耗的主体，他通过荷尔德林的赞美诗《伊斯特》来说明这一点：
 "Es brauchet aber Stiche der Fels

Und Furchen die Erd',

Unwirthbar wäre es, ohne Weile."

“岩石需要（使用）色澤

大地需要（使用）水渠

那是不適宜居住的啊，如無片刻光陰”
海德格尔解释道：“‘需要’是说：一种本质的归属性（Wesenszugehörigkeit）在本质的领域内存在于岩石和色泽之间，水渠和大地间，这个领域是通过在大地上的居住（Bewohnen）被打开的。终有一死者的居住（Wohnen）有其自身的地点（Ort）”。
人并不能够支配这种大地“和”人的内在的连结。这种“和”为必有一死者的居住建立了（gründen）地方，它是一种原始的秩序（Ordnung）。“人居住着，通过依靠于这种关系。人不能够加强这种‘和’”， Byung Chul-Han（注：此人可能是华裔学者，目前任教于巴塞尔大学）这样总结海德格尔的思路。人不能技术性地产生这种内在的连结。“人依偎在它之上”这件事只能开启（sich ereignen）。在“对存在的细心”中人可以作为被存在所期许者(der angesprochene)和被需要者(der gebrauchte,被使用者)去符合这种“被开启者”（der Ereigneten）。

#### 沉着（Gelassenheit）
1955年在题为“沉着”的演讲中海德格尔提出了与技术批判性的、但并非是排斥性的交往方式。通过“沉着”这个概念他描述了对技术的同时的否定和肯定，通过这种方式，假如人的自身要求是占优势的，那么人就可以从技术中被释放出来：“我们让（lassen）技术对象进入我们的日常世界，同时又让它们停留在外面。也就是说：它们都基于自身而成为事物（Ding），但它们不是绝对者，而是依附于更高的事物”，为了在过去的和将来的几个世纪进程中的既不能被阻止、也不能被忽略的人的生存条件的技术性的变革成为一种在历史上崭新的事物。

### 四维体（Geviert）
海德格尔将世界设置为“四维体”，这可以看成是对现代人的无家可归状态和存在的离开状态的相反方向的筹划（Gegenentwurf）。现代人将自己设立为存在者的中心并且通过计划的、计算的主体性将所有周围的存在者都从可利用性的角度设置成原材料或者是能量源，由此他也把自己交付给了作为有意义的总体的世界。世界在自身之中也隐藏着这种关联，而关联的链条最后不终结于人的“目标”（Um-Willen）。这最终废除了人的居住并将人变成无家可归者。

#### 四种世界区域（Weltregion）
四维体是时间性的“大事”（Ereignis）在空间上的对立物，它将四个“维度”（Dimension）紧箍为一个空间，由“天”、“地”“必有一死者”（der Sterbliche）和“神圣者”构成。根据海德格尔，必有一死者是这样一些人，他们的行动不是被权力意志规定的，而是“能够（vermögen）使死亡（Tod）成为死亡”。神圣者是指由荷尔德林而来的思考神的方式，海德格尔将它看成是四维体的一个区域，但不确定的是：神只有一个还是有多个。首先在四维体的空间性中构成它的空间的，海德格尔称之为居住（Wohnen）。居住是在时间中的空间性。必有一死者基于（aufgrund）他的有限性（Endlichkeit）居住着。因此海德格尔将人的存在关系（Seinsverhältnis）规定为“必有一死性关系”（ Sterblichkeitsverhältnis）：“居住是存在的基本特征，与之相应必有一死者存在”。
世界作为四维体展示了这样的可能性，即把世界看成是没有中心的。因此世界的四个区域的每一个都在与其他三个的关联中具有意义。海德格尔认定了一种意义的动态的发生作用（Walten），“开启着的镜子-游戏” （das ereignende Spiegel-Spiel）。四个“世界方向”（ Weltgegend）之间的相互关联并不是在其他方向中一个方向的“再现”（ Repräsentation，表象），而是不可分的“内在性”（Innigkeit）。世界区域并不是事后被组合起来的，海德格尔在1950年的演讲“事物”（Das Ding）中试图说明这点。

#### 事物（Das Ding）
世界区域的内在性根据海德格尔是通过事物被创生的（gestiftet），事物通过指涉于（verweisen auf）四维体的四个世界方向将世界聚集（versammeln）。在“事物”这篇论文中海德格尔通过壶的例子澄清了事物的这种聚集。在这篇文章里海德格尔的语言接近于诗：“从壶中把液体倒出是一种赠送。------通过它使天、地、必有一死者和神圣者逗留（verweilen），倾倒（Guss）的礼物‘是’礼物。---- 逗留开启（Verweilen ereignet）。它将四者带入自身的光线之中”。
与在《存在与时间》中不同的是，在这里事物不再通过指涉到其他事物的链条（为了um-zu和此在的目标Um-willen）被规定。海德格尔现在选择的是本质和停留（Weilen）的关联：“在泉水中天与地的婚礼停留着”。天与地之间的关联以及它们互相的渗透通过雨水和泉水“显现”（geschehen）,并在其中被扬弃。水在这里不是H2O，一种位于物理性的空间性时间（Raumzeit）的一个位置中的事物。海德格尔要求让（lassen）事物留在其“存在”的地方：在世界中。“从壶中把液体倒出是一种赠送。--- 壶之壶性在礼物中本质化。--- 倾倒的礼物可以是可饮之物。有（Es gibt）水、有酒可以喝”。 水是可饮之物，但首先是因为它从壶中被倒出，它是礼物。礼物是礼物，因为它从壶中作为“被倾倒之物”而流出，它的本质从壶性而来。相应的壶是壶，因为它将可饮之物保存在壶壁之间的空无（Leere）中。可饮之物和壶，两者都通过相互之间的关联是其所是，而不是作为个体。根据海德格尔，这种关联在个体之物存在之前就存在，而不是通过个体之物才被建构。

#### 居住（Wohnen）
事物拥有世界区域的聚集（Versammelung）的属性，通过这种聚集，世界作为四维体的关联整体而被开启。海德格尔为了探讨这一点，使用了词源学的方法，事物（Ding）来自“Thing”， 日耳曼语的对聚集的称谓，这种聚集是和人有关的，用海德格尔的话来说：“事物物化了（Das Ding dingt）”，也就是说它聚集了一个世界。因此事物给予人一种在通过它而被开启的世界中的逗留（Verweilen）和“美好的居住”。
人并不站在世界的中心，这个世界不是他规定的，而是以自身为前提的（selbst be-dingt）。世界并不自在（an sich）或“为”（ für）某人，而是在人身上发生的存在者的敞开状态的显现（geschehen）。与之相应海德格尔拒绝任何一种世界观（Weltanschauung，观世界）的哲学。
一个那样的世界是历史性的(geschichtlich)开启的(sich ereignen)。它没有中心，从这样的中心出发超时间的秩序就可以被建立起来。与这种世界相应的思想（有时被称为“关于大事的思想Ereignisdenken”）既不是演绎的，也不是论证的（begründend，奠基的），它更多的是自身开启(sich ereignen)，如同“当清晨的光线安静地爬上山坡---”。
海德格尔在这里提出的并不仅仅是哲学上的考虑，而且也强调了：对于思想的转变来说诸如感觉（Gefühl）和心态（Stimmung）之类的态度（Einstellung）是何等重要。另一个开端必须与一种特定的与心态相应的姿态（Haltung）（行事性Verhaltenheit）一同发生。心态在敞开状态中并不指向个别的事物，而是指向世界整体。所以偶尔“心”（Herz）会被看成是海德格尔思想的中心点。在心对“大事”的敞开状态中“（心）在整体面前跳动”。

### 语言作为存在之家
对海德格尔来说在他的思想进程中越来越清晰的是：真理的显现是一种语言性的显现。真理以艺术、科学或技术的形式显现，这些显现都是一种语言性的大事。所以思想家必须弄清楚：语言究竟是什么。

#### 语言言说着（Die Sprache spricht）
海德格尔拒绝这样一种理解，即把语言看成是交流的工具。这种看法从他的观点看是在为技术时代论证，这个时代计算性的思想将信息仅仅作为控制存在者的构造而传达出去。这种计算性的思想将人作为语言的对应物，设置为所有存在者的中心点。当人们相信“语言在他们的掌握之中”时，海德格尔认为他们恰恰是遗漏了语言的本质：“语言言说着，而不是人。人仅仅在命定的（gechickt，被派送的）与语言符合时才言说”。由此海德格尔要表达的是：人仅仅是语言的参与者，语言不是由人单独产生的。人被与一种遗存的进程（Überlieferungsprozess）捆绑在了一起，只能和被遗存者、语言发生关系（sich verhalten zu）。
海德格尔的思想并不是一种文化哲学：通过同义反复的表述“语言言说着”，他想避免的是:语言现象被还原到其他事物而不是语言本身。与他的“去根基的”思想相应，他想排除掉通过其他事物对语言进行的论证（Begründung，奠基）。语言作为语言是什么，这不能例如通过回溯到例如听觉的表达、言说而得到理解。根据海德格尔，语言由于我们和它的切近（Nähe）而很难被把握，而且通常不能被话题化的（unthematisiert）事物必须被带入语言，因为这种事物同样与我们很近。在《通向语言之途》这本书里他做了一种尝试，即试图通达至某些事物，“我们已经是居住在这些事物的领域中了”。

#### 语言和世界
哲学家想要描述的是，语言除了是交流工具之外还是什么。那么语言还有一种打开世界（welteröffnend）的功用，这种功用海德格尔首先是在诗中发现的。如同事物打开了一个世界并且由此给予人一种居住，这也适用于语言，尤其是诗意的语言。在诗的不是计算性的语言中，存在被作为整体触及到了。语言是这样一个“地点”（Ort），在其中存在出现了。当语言被思考为一个地点，那么存在就居住于其中。海德格尔把语言称为“存在之家”。
因而海德格尔对语言的把握的关键之处，不是关于命题性的表述链条的假设，从这之中真理可以通过逻辑规则被推导出来，而是语言和存在的关联。在语言之中，和人的存在史的经验相应，世界进入语言（zur Sprache kommen）。因此海德格尔的立场和哲学传统正好相反：“在哲学中命题永远不能被证明，这不是因为没有最高的命题，从它可以推导出其他命题，而是因为命题根本就不是‘真者’（das Wahre）,它所表述的（对象）也不是”。
诗的语言的另一种完全不同的形式,海德格尔用一句赫拉克利特的残句来说明：“‘这个主人，他的言说地点是德尔菲神庙（阿波罗），既不述说（sagen），也不遮蔽（verbergen），而是示意（winken）’。原初性的述说既不是直接敞开的，也不是完全遮蔽的，这种述说是两者合二为一，这个“一”（das Eine）就是示意，在其中被说出的指向未被说出的，未被说出的指向被说出的，而这都指向述说着的(Sagendes)”。

#### 语言给予了（gewähren）一种诗意的居住
诗意的语词，通过将世界中的有意义的关联带入语言，创生了世界。与命题性的表述不同，诗允许留白（offene Stellen）。未被说出的仍然给未进入语言的世界关联留有空间。通过诗意的语词的许多附带意谓（Nebenbedeutung），世界在关联方面将是丰富的。由于语义性（semantisch）的指涉（Verweise），世界是一种语言现象：居住并不是发生在一种沉默的空间里的，世界中的事物更多的是“善于辞令的”（beredt）。技术世界单纯的功用性在关联方面是贫乏的。
诗并不是对于个别事物的表述，而是把事物的关系（Beziehung）放在了中心位置。例如海德格尔解释道，礼物和壶只有通过彼此间的关联才能被思考，而不是单独被思考。诗通过将个别事物之间的关联带入语言，将世界创生为一个关联的整体，这个整体是先于个别事物的。通过创生世界，诗给予必有一死者一种居留和居住。这个意谓海德格尔是从荷尔德林一首诗的一段中引申出的：“充满辛劳地，然而是诗意地/人居住在这个大地之上”。诗意之物依然是依靠语言的。
根据海德格尔，人永远不可能在整体上支配语言，而是与之发生关系。诗人也不能通过自己的力量使得居住得以可能，而是依靠语言的给与（das Gewährende）。因此人必须克服将语言当成是交流工具的观念，因为只有在语言性的理解中，技术性的世界关联才得以表达。只有当人认识到，语言不是技术世界的一小部分，而是存在之家，一个新的世界才能开启。

## 延伸阅读
- 《存在与时间》（Sein und Zeit），译者：陈嘉映、王庆节，生活·读书·新知三联书店，2006
- 《荷尔德林诗的阐释》，译者：孙周兴， 商务印书馆，2000
- 《林中路》（Holzwege），译者：孙周兴，上海译文出版社，2004
- 《尼采（上下）》，译者：孙周兴，商务印书馆，2002
- 《演讲与论文集》，译者：孙周兴，三联书店，2005
- 《路标》（Wegmarken），译者：孙周兴，商务印书馆，2000
- 《在通向语言的途中》（Unterwegs zur Sprache），译者：孙周兴，商务印书馆，2004
- 《思的经验（1910－1976）》，译者：陈春文，人民出版社，2008
- 《面向思的事情》，译者：陈小文 孙周兴，商务印书馆，1999
- 《时间概念史导论》，译者：欧东明， 商务印书馆，2009
- 《现象学之基本问题》，译者：丁耘，上海译文出版社，2008
- 《论真理的本质》，译者：赵卫国，华夏出版社，2008
- 《形而上学导论》（Einführung in die Metaphysik），译者：熊伟、王庆节，商务印书馆，1996
- 《存在论――实际性的解释学》，译者：何卫平，人民出版社，2009
- 《形式显示的现象学：海德格尔早期弗莱堡文选》，编译者：孙周兴，同济大学出版社，2004
- 《海德格尔选集》，编译者：孙周兴等，上海三联书店，1996
- 《尼采十讲》，编译者：苏隆，中国言实出版社，2004

## 文献索引
1. ↑  Otto Pöggeler: Der Denkweg Martin Heideggers. Stuttgart 1994, S. 27ff.
2. ↑  Otto Pöggeler: Der Denkweg Martin Heideggers. Stuttgart 1994, S. 36ff
3. ↑  Edmund Husserl, Karl Schuhmann (Hrsg.): Briefwechsel. Dordrecht/Boston/London 1993, III, S. 234.
4. ↑   GA 56/57, S. 117.注：GA为德文海德格尔全集缩写
5. ↑  Platon ca. 360 v. Chr., Sophistes 244 a
6. ↑  Sein und Zeit, (GA 2) S. 1
7. ↑  Vgl. Otto Pöggeler: Der Denkweg Martin Heideggers. Stuttgart 1994, S. 48.
8. ↑  Grundprobleme der Phänomenologie (GA 24), S. 21.
9. ↑  Grundprobleme der Phänomenologie (GA 24), S. 22
10. ↑  Vgl. Otto Pöggeler: Der Denkweg Martin Heideggers. Stuttgart 1994, S. 47.
11. ↑  Vgl. Byung Chul-Han: Martin Heidegger. §1 „Sein und Seiendes“, München 1999.
12. ↑  Sein und Zeit (GA 2), S. 38.
13. ↑  Vgl. Byung Chul-Han: Martin Heidegger. München 1999, S. 12.
14. ↑  Sein und Zeit (GA 2), S. 151.
15. ↑  Sein und Zeit (GA 2), S. 183.
16. ↑  Brief über den Humanismus (GA 9), S. 327f.
17. ↑  Unveröffentlichtes Typoskript Der Weg. Der Gang durch SZ, 1945. Zitiert nach Theodore Kiesel: Das Versagen von Sein und Zeit. in: Thomas Rentsch (Hrsg.): Sein und Zeit. Berlin 2001, S. 276.
18. ↑  Sein und Zeit (GA 2), S. 221.
19. ↑  Seminar in Le Thor 1969 (GA 15), S. 345.
20. ↑  Besinnung (GA 66), S. 322.
21. ↑   Wegmarken (GA 9), S. 410.
22. ↑   Beiträge zur Philosophie. Vom Ereignis. (GA 65), S. 74ff.
23. ↑  Vgl. die Erläuterungen zur Gesamtausgabe, Frühe Schriften (GA 1), S. 437f.
24. ↑  Rainer Thurnher: Martin Heidegger. in: Heinrich Schmidinger, Wolfgang Röd, Rainer Thurnher: Geschichte der Philosophie Band XIII, München 2002, S. 250.
25. ↑  Vorträge und Aufsätze (GA 7), S. 18.
26. ↑  Vgl. Otto Pöggeler: Der Denkweg Martin Heideggers. Stuttgart 1994, S. 197
27. ↑  Rainer Thurnher: Martin Heidegger. in: Heinrich Schmidinger, Wolfgang Röd, Rainer Thurnher: Geschichte der Philosophie Band XIII, München 2002, S. 252.
28. ↑  Rainer Thurnher: Martin Heidegger. in: Heinrich Schmidinger, Wolfgang Röd, Rainer Thurnher: Geschichte der Philosophie Band XIII, München 2002, S. 255.
29. ↑  Rainer Thurnher: Martin Heidegger. in: Heinrich Schmidinger, Wolfgang Röd, Rainer Thurnher: Geschichte der Philosophie Band XIII, München 2002, S. 259.
30. ↑  Siehe Heideggers Auseinandersetzung mit: Nietzsche in den zwei Bänden der Gesamtausgabe 6.1 und 6.2. Eine einführende Zusammenfassung von Heideggers Nietzsche-Deutung ist auch sein Text Nietzsches Wort «Gott ist tot» in: Holzwege GA 5.
31. ↑  Einzelne Auslegungen Heideggers der Nietzschen Gedanken referiert Otto Pöggeler: Der Denkweg Martin Heideggers. Stuttgart 1994, S. 110ff.
32. ↑  Wegmarken (GA 9), S. 325.
33. 1 2  Holzwege (GA 5), S. 87.
34. ↑  Holzwege (GA 5), S. 372.《林中路》
35. ↑  Vorträge und Aufsätze (GA 7), S. 23.
36. ↑  GA7，“对技术的追问” Die Frage nach der Technik (GA 7), S. 16, 1953.
37. ↑   GA 7, S. 15.
38. ↑  Vgl. Hölderlins Hymne »Der Ister«, (GA 53), S. 54.
39. ↑  GA 7, S. 87f.
40. ↑  GA 7, S. 24.
41. ↑   ZDF Gespräch mit Richard Wisser, 25. September 1969. GA 16, S. 706.
42. ↑  GA 7, S. 25.
43. ↑  Spiegel-Interview in Reden und Zeugnisse (GA 16), S. 679.
44. ↑  Vorträge und Aufsätze (GA 7), S. 36.
45. ↑  Holzwege (GA 5), S. 49.
46. ↑  Hölderlins Hymne »Der Ister« (GA 53), S. 21.
47. ↑  Beiträge zu Philosophie. (Vom Ereignis) (GA 65), S. 530f.
48. ↑  Holzwege, GA 5, S. 59.
49. ↑  Richard Rorty: Heidegger, Kundera, Dickens. in: Ders.: Eine Kultur ohne Zentrum. Stuttgart 1993, S. 80ff.
50. ↑  Wegmarken (GA 9), S. 409.
51. ↑  Vgl. Rüdiger Safranski: Ein Meister aus Deutschland. Frankfurt a.M. 1999, S. 321f.
52. ↑  Erläuterungen (GA 4), S. 47f.
53. ↑  Beiträge (GA 65), S. 463.
54. ↑  Erläuterungen (GA 4), S. 41.
55. ↑  Erläuterungen (GA 4), S. 182.
56. ↑  Erläuterungen (GA 4), S. 195.
57. ↑  Grundfrage der Philosophie (GA 45), S. 189.
58. ↑  Brief über den Humanismus (GA 9), S. 322.
59. ↑  Brief über den Humanismus (GA 9), S. 342.
60. ↑   Brief über den Humanismus (GA 9), S. 342.
61. ↑  Vgl. Otto Pöggeler: Der Denkweg Martin Heideggers. Stuttgart 1994, S. 173.
62. ↑  Brief über den Humanismus (GA 9), S. 341.
63. ↑  Unterwegs zur Sprache (GA 12), S. 10.
64. ↑  Der Satz der Identität. Vortrag gehalten 1957.
65. ↑  Sein und Zeit (GA 2), S. 222.
66. ↑  Was heißt Denken? (GA 8), S. 117.
67. ↑  Byung Chul-Han: Martin Heidegger. München 1999, S.117.
68. ↑  Gelassenheit, Pfullingen 1959, S. 23.
69. ↑  Vorträge und Aufsätze (GA 7), S. 152.
70. ↑  Vorträge und Aufsätze (GA 7), S. 155.
71. ↑  Vorträge und Aufsätze (GA 7), S. 127.
72. ↑  Vorträge und Aufsätze (GA 7), S. 173ff.
73. ↑  Vorträge und Aufsätze (GA 7), S. 182.
74. ↑  Vorträge und Aufsätze (GA 7, S. 151.
75. ↑  Aus den Erfahrungen des Denkens. Stuttgart 1945, S. 6.
76. ↑  Vgl. Byung-Chul Han: Heideggers Herz. Zum Begriff der Stimmung bei Martin Heidegger. München 1996, Kap. Herzklopfen für das Ganze, S. 175ff.
77. ↑   Der Satz vom Grund (GA 10), S. 143.
78. ↑  Unterwegs zur Sprache (GA 12), S. 199.
79. ↑  Holzwege (GA 5), S. 310.
80. ↑  Beiträge zur Philosophie (Vom Ereignis) (GA 65), S. 13.
81. ↑  Hölderlins Hymnen „Germanien“ und „Der Rhein“ (GA 39), S. 127.
82. ↑  Hölderlin: In lieblicher Bläue ….